# Hexapterella gentianoides
Hexapterella gentianoides är en enhjärtbladig växtart som beskrevs av Ignatz Urban. Hexapterella gentianoides ingår i släktet Hexapterella och familjen Burmanniaceae. Inga underarter finns listade i Catalogue of Life.